# 春旭斎北明
春旭斎 北明（しゅんきょくさい ほくめい、生没年不詳）とは、江戸時代の大坂の浮世絵師。

## 来歴
春好斎北洲の門人、大坂の人。春旭斎北明と称し、文政12年（1829年）に大坂で興行された芝居の役者絵を描いている。

## 作品
- 「若党新兵衛・尾上芙雀」　大判錦絵　池田文庫所蔵　※文政12年10月頃、大坂筑後芝居『東訛恋深川』より